# خالی‌کیه‌وو
خالی‌کیه‌وو (انگلیسی: Khalikeyevo) یک شهرک در شهرستان استرلیباشفسکی استان باشقیرستان کشور روسیه است.